# Monès
Monès est une commune française située dans le centre du département de la Haute-Garonne en région Occitanie.
Sur le plan historique et culturel, la commune est dans le pays de Comminges, correspondant à l’ancien comté de Comminges, circonscription de la province de Gascogne située sur les départements actuels du Gers, de la Haute-Garonne, des Hautes-Pyrénées et de l'Ariège. Exposée à un climat océanique altéré, elle est drainée par divers petits cours d'eau.
Monès est une commune rurale qui compte 88 habitants en 2022, après avoir connu une forte hausse de la population depuis 1975. Elle fait partie de l'aire d'attraction de Toulouse. Ses habitants sont appelés les Monésiens ou  Monésiennes.

## Géographie

### Localisation
La commune de Monès se trouve dans le département de la Haute-Garonne, en région Occitanie.
Elle se situe à 39 km à vol d'oiseau de Toulouse, préfecture du département, à 24 km de Muret, sous-préfecture, et à 24 km de Cazères, bureau centralisateur du canton de Cazères dont dépend la commune depuis 2015 pour les élections départementales.
La commune fait en outre partie du bassin de vie de Rieumes.
Les communes les plus proches sont : 
Plagnole (1,6 km), Forgues (2,0 km), Le Pin-Murelet (2,2 km), Lahage (3,6 km), Lautignac (4,1 km), Laymont (4,1 km), Sajas (4,5 km), Saint-Loube (4,5 km).
Sur le plan historique et culturel, Monès fait partie des collines gasconnes du Savès, délimitées au sud et à l'est par les reliefs plus marqués des collines du Comminges, annonciatrices de la chaîne des Pyrénées, qui se dévoile pleinement depuis les coteaux ou les vallées. Ce territoire s'organise autour de la large vallée de la Save, dont la confluence avec les autres vallées majeures que sont la Gesse et l’Aussoue, s'opère au nord,.
Monès est limitrophe de quatre autres communes donc une dans le département du Gers.
Les communes limitrophes sont  Forgues, Laymont, Le Pin-Murelet et Plagnole.
|                | Forgues        |          |
| Laymont (Gers) | Monès          | Plagnole |
|                | Le Pin-Murelet |          |

### Géologie et relief
La superficie de la commune est de 252 hectares ; son altitude va de 203  à   336 mètres.

### Hydrographie

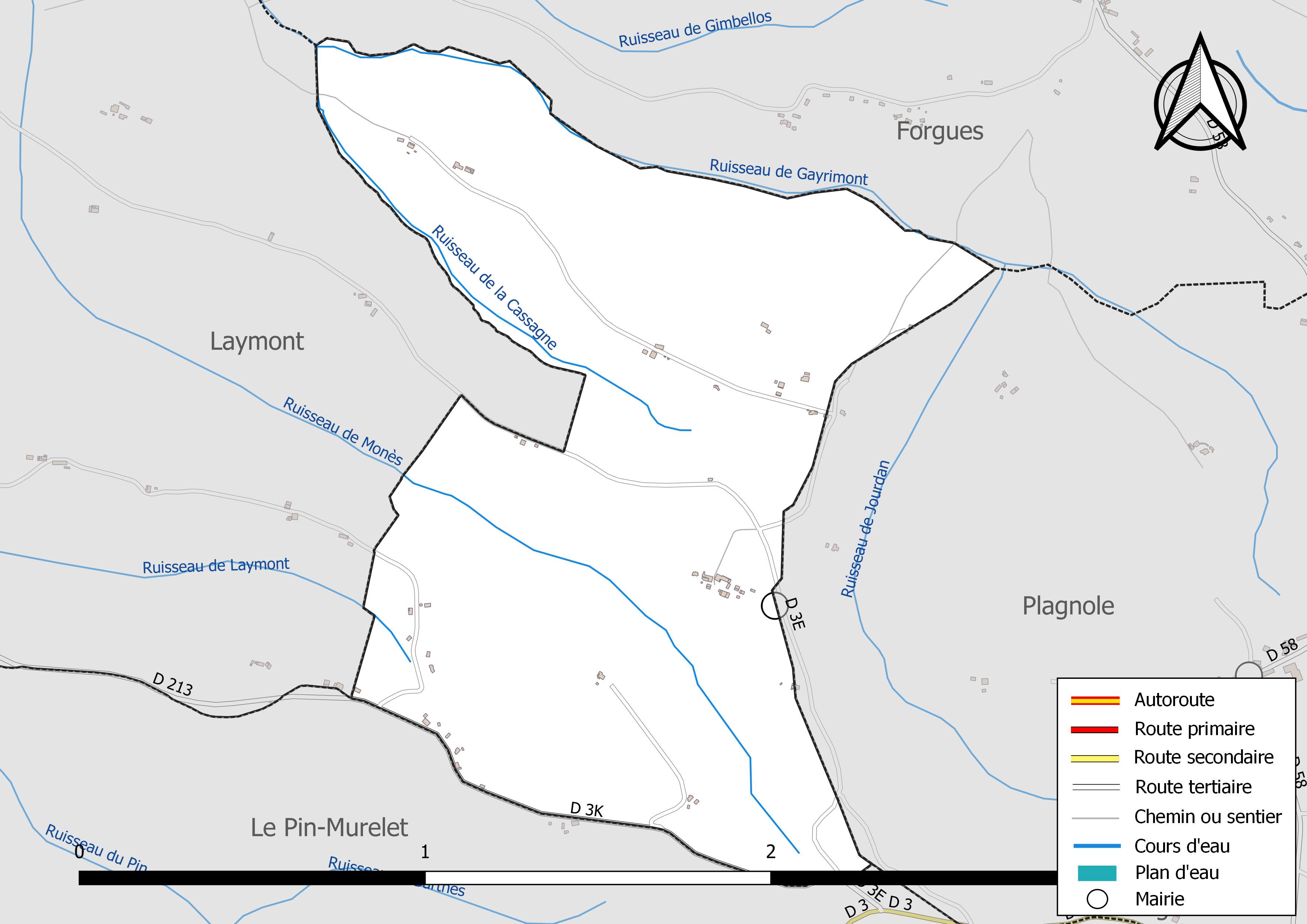
Réseaux hydrographique et routier de Monès.

La commune est dans le bassin de la Garonne, au sein du bassin hydrographique Adour-Garonne. Elle est drainée par le ruisseau de Gayrimont, le ruisseau de Jourdan, le ruisseau de la Cassagne, le ruisseau de Laymont et le ruisseau de Monès, constituant un réseau hydrographique de 4 km de longueur totale,.

### Climat
Pour des articles plus généraux, voir Climat de l'Occitanie et Climat de la Haute-Garonne.
En 2010, le climat de la commune est de type climat océanique dégradé des plaines du Centre et du Nord, selon une étude s'appuyant sur une série de données couvrant la période 1971-2000. En 2020, Météo-France publie une typologie des climats de la France métropolitaine dans laquelle la commune est exposée à un climat océanique altéré et est dans la région climatique Aquitaine, Gascogne, caractérisée par une pluviométrie abondante au printemps, modérée en automne, un faible ensoleillement au printemps, un été chaud (19,5 °C), des vents faibles, des brouillards fréquents en automne et en hiver et des orages fréquents en été (15 à 20 jours).
Pour la période 1971-2000, la température annuelle moyenne est de 12,5 °C, avec une amplitude thermique annuelle de 15,4 °C. Le cumul annuel moyen de précipitations est de 783 mm, avec 9,5 jours de précipitations en janvier et 6 jours en juillet. Pour la période 1991-2020, la température moyenne annuelle observée sur la station météorologique la plus proche, située sur la commune de Lherm à 15 km à vol d'oiseau, est de 13,6 °C et le cumul annuel moyen de précipitations est de 620,4 mm,. Pour l'avenir, les paramètres climatiques de la commune estimés pour 2050 selon différents scénarios d’émission de gaz à effet de serre sont consultables sur un site dédié publié par Météo-France en novembre 2022.

### Milieux naturels et biodiversité
Aucun espace naturel présentant un intérêt patrimonial n'est recensé sur la commune dans l'inventaire national du patrimoine naturel,,.

## Urbanisme

### Typologie
Au 1er janvier 2024, Monès est catégorisée commune rurale à habitat très dispersé, selon la nouvelle grille communale de densité à sept niveaux définie par l'Insee en 2022.
Elle est située hors unité urbaine. Par ailleurs la commune fait partie de l'aire d'attraction de Toulouse, dont elle est une commune de la couronne,. Cette aire, qui regroupe 527 communes, est catégorisée dans les aires de 700 000 habitants ou plus (hors Paris),.

### Occupation des sols
L'occupation des sols de la commune, telle qu'elle ressort de la base de données européenne d’occupation biophysique des sols Corine Land Cover (CLC), est marquée par l'importance des territoires agricoles (100 % en 2018), une proportion identique à celle de 1990 (100 %). La répartition détaillée en 2018 est la suivante : 
terres arables (73,2 %), zones agricoles hétérogènes (26,8 %). L'évolution de l’occupation des sols de la commune et de ses infrastructures peut être observée sur les différentes représentations cartographiques du territoire : la carte de Cassini (XVIIIe siècle), la carte d'état-major (1820-1866) et les cartes ou photos aériennes de l'IGN pour la période actuelle (1950 à aujourd'hui).

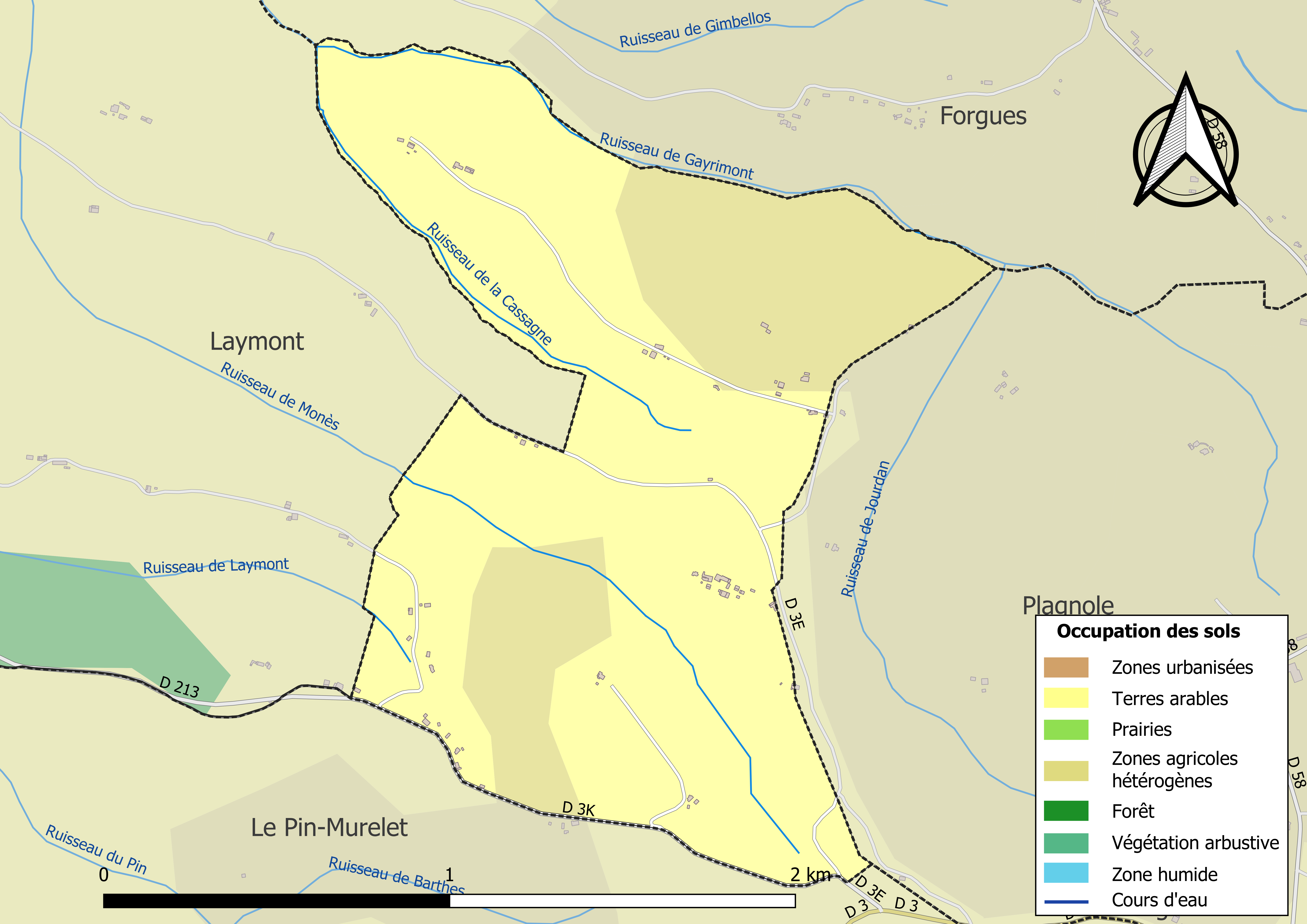
Carte des infrastructures et de l'occupation des sols de la commune en 2018 (CLC).

### Voies de communication et transports
Accès avec la route départementale D3 venant de Rieumes.

### Risques majeurs
Le territoire de la commune de Monès est vulnérable à différents aléas naturels : météorologiques (tempête, orage, neige, grand froid, canicule ou sécheresse) et séisme (sismicité faible). Un site publié par le BRGM permet d'évaluer simplement et rapidement les risques d'un bien localisé soit par son adresse soit par le numéro de sa parcelle.

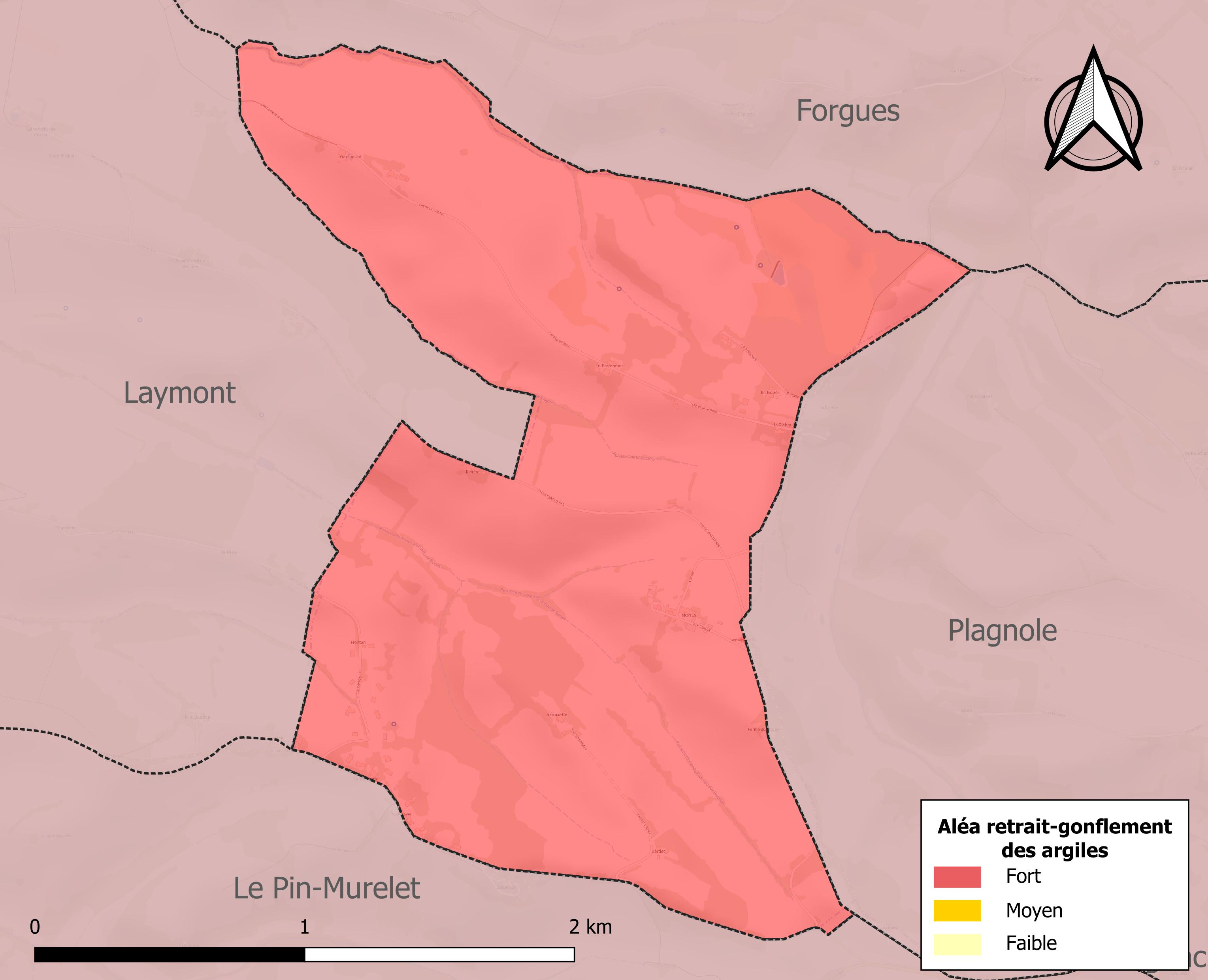
Carte des zones d'aléa retrait-gonflement des sols argileux de Monès.

Le retrait-gonflement des sols argileux est susceptible d'engendrer des dommages importants aux bâtiments en cas d’alternance de périodes de sécheresse et de pluie. La totalité de la commune est en aléa moyen ou fort (88,8 % au niveau départemental et 48,5 % au niveau national). Sur les 34 bâtiments dénombrés sur la commune en 2019, 34 sont en aléa moyen ou fort, soit 100 %, à comparer aux 98 % au niveau départemental et 54 % au niveau national. Une cartographie de l'exposition du territoire national au retrait gonflement des sols argileux est disponible sur le site du BRGM,.
Par ailleurs, afin de mieux appréhender le risque d’affaissement de terrain, l'inventaire national des cavités souterraines permet de localiser celles situées sur la commune.
Concernant les mouvements de terrains, la commune a été reconnue en état de catastrophe naturelle au titre des dommages causés par la sécheresse en 1989, 2003 et 2015 et par des mouvements de terrain en 1999.

## Politique et administration

### Administration municipale
Le nombre d'habitants au recensement de 2011 étant compris entre 0 et 99, le nombre de membres du conseil municipal pour l'élection de 2014 est de sept,.

### Rattachements administratifs et électoraux
Commune faisant partie de la huitième circonscription de la Haute-Garonne de la communauté de communes Cœur de Garonne et du canton de Cazères (avant le redécoupage départemental de 2014, Monès faisait partie de l'ex-canton de Rieumes) et avant le 1er janvier 2017 elle faisait aussi partie de la communauté de communes du Savès.

### Liste des maires

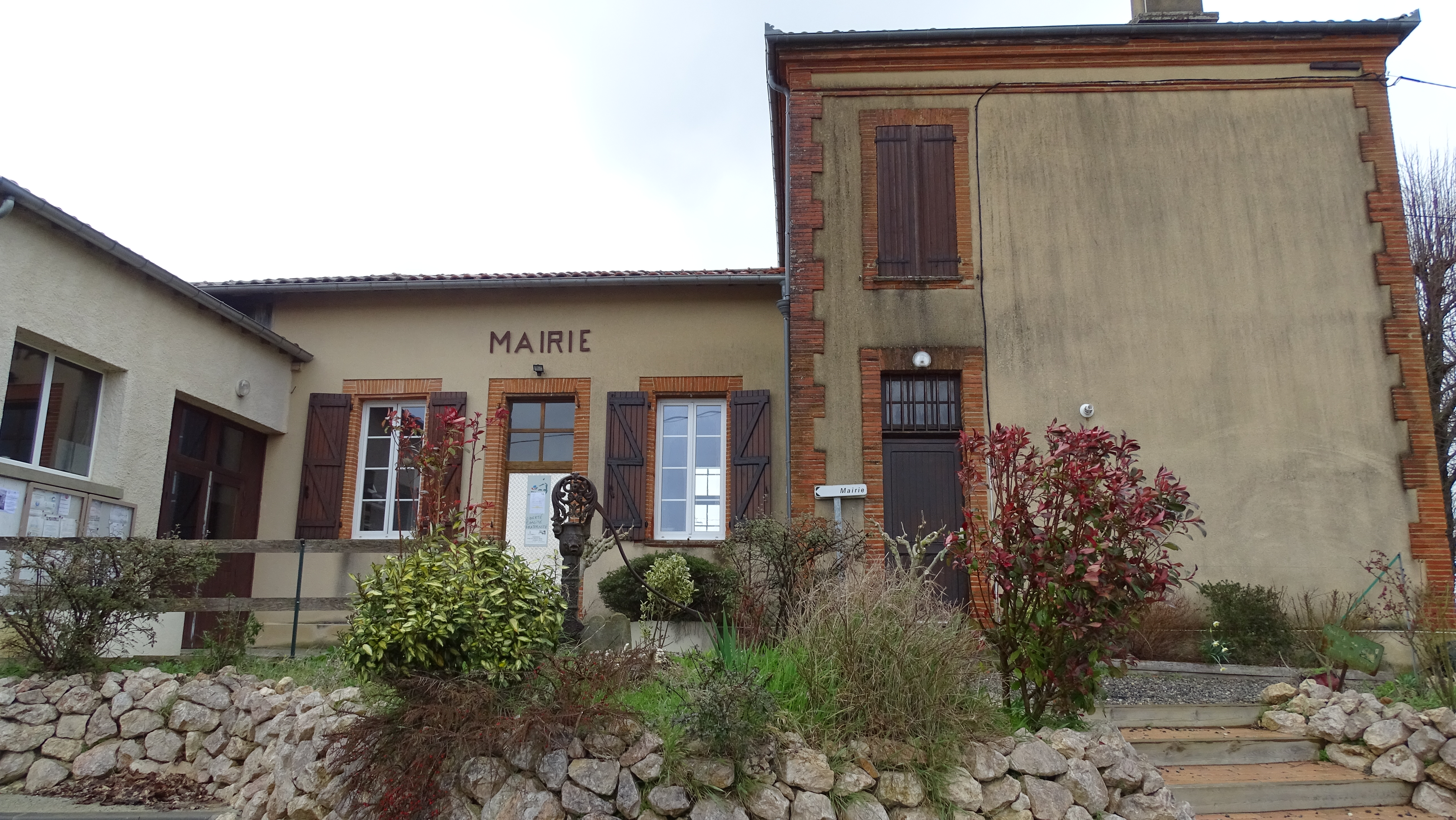
Mairie de Monès

| Période                                  | Période      | Identité        | Étiquette | Qualité |
| ---------------------------------------- | ------------ | --------------- | --------- | ------- |
| mars 2001                                | 2008         | Alain Lecussan  |           |         |
| mars 2008                                | juillet 2016 | Patrick Nodinot |           |         |
| août 2016                                | En cours     | Cédric Galey    |           |         |
| Les données manquantes sont à compléter. |              |                 |           |         |

## Population et société

### Démographie
L'évolution du nombre d'habitants est connue à travers les recensements de la population effectués dans la commune depuis 1793. Pour les communes de moins de 10 000 habitants, une enquête de recensement portant sur toute la population est réalisée tous les cinq ans, les populations de référence des années intermédiaires étant quant à elles estimées par interpolation ou extrapolation. Pour la commune, le premier recensement exhaustif entrant dans le cadre du nouveau dispositif a été réalisé en 2005.

En 2022, la commune comptait 88 habitants, en évolution de −5,38 % par rapport à 2016 (Haute-Garonne : +8,02 %, France hors Mayotte : +2,11 %).
| 1793 | 1800 | 1806 | 1821 | 1831 | 1836 | 1841 | 1846 | 1851 |
| ---- | ---- | ---- | ---- | ---- | ---- | ---- | ---- | ---- |
| 113  | 118  | 115  | 114  | 125  | 137  | 129  | 125  | 116  |

| 1856 | 1861 | 1866 | 1872 | 1876 | 1881 | 1886 | 1891 | 1896 |
| ---- | ---- | ---- | ---- | ---- | ---- | ---- | ---- | ---- |
| 129  | 124  | 112  | 112  | 116  | 104  | 111  | 106  | 104  |

| 1901 | 1906 | 1911 | 1921 | 1926 | 1931 | 1936 | 1946 | 1954 |
| ---- | ---- | ---- | ---- | ---- | ---- | ---- | ---- | ---- |
| 84   | 88   | 72   | 69   | 72   | 62   | 49   | 56   | 54   |

| 1962 | 1968 | 1975 | 1982 | 1990 | 1999 | 2005 | 2006 | 2010 |
| ---- | ---- | ---- | ---- | ---- | ---- | ---- | ---- | ---- |
| 47   | 36   | 33   | 45   | 33   | 50   | 51   | 51   | 69   |

| 2015 | 2020 | 2022 | - | - | - | - | - | - |
| ---- | ---- | ---- | - | - | - | - | - | - |
| 90   | 84   | 88   | - | - | - | - | - | - |

| selon la population municipale des années : | 1968 | 1975 | 1982 | 1990 | 1999 | 2006 | 2009 | 2013 |
| Rang de la commune dans le département      | 586  | 580  | 563  | 553  | 542  | 554  | 532  | 514  |
| Nombre de communes du département           | 592  | 582  | 586  | 588  | 588  | 588  | 589  | 589  |

### Enseignement
Monès fait partie de l'académie de Toulouse.

### Activités sportives
Chasse, pétanque,

### Écologie et recyclage
La collecte et le traitement des déchets des ménages et des déchets assimilés ainsi que la protection et la mise en valeur de l'environnement se font dans le cadre de la Communauté de communes du Savès.
Il existe une déchèterie située sur la commune de Rieumes (déchèterie du Savès).

## Économie

### Emploi
|                | 2008  | 2013  | 2018  |
| -------------- | ----- | ----- | ----- |
| Commune        | 2 %   | 9,4 % | 12 %  |
| Département    | 7,7 % | 9,6 % | 9,3 % |
| France entière | 8,3 % | 10 %  | 10 %  |

En 2018, la population âgée de 15 à 64 ans s'élève à 55 personnes, parmi lesquelles on compte 80 % d'actifs (68 % ayant un emploi et 12 % de chômeurs) et 20 % d'inactifs,. En  2018, le taux de chômage communal (au sens du recensement) des 15-64 ans est supérieur à celui du département et de la France, alors qu'en 2008 la situation était inverse.
La commune fait partie de la couronne de l'aire d'attraction de Toulouse, du fait qu'au moins 15 % des actifs travaillent dans le pôle,. Elle compte 2 emplois en 2018, contre 8 en 2013 et 19 en 2008. Le nombre d'actifs ayant un emploi résidant dans la commune est de 39, soit un indicateur de concentration d'emploi de 5,6 % et un taux d'activité parmi les 15 ans ou plus de 64,6 %.
Sur ces 39 actifs de 15 ans ou plus ayant un emploi, 2 travaillent dans la commune, soit 6 % des habitants. Pour se rendre au travail, 94,4 % des habitants utilisent un véhicule personnel ou de fonction à quatre roues et 5,6 % n'ont pas besoin de transport (travail au domicile).

### Activités hors agriculture
5 établissements sont implantés  à Monès au 31 décembre 2019.
Le secteur des activités spécialisées, scientifiques et techniques et des activités de services administratifs et de soutien est prépondérant sur la commune puisqu'il représente 40 % du nombre total d'établissements de la commune (2 sur les 5 entreprises implantées  à Monès), contre 19,8 % au niveau départemental.

### Agriculture
|               | 1988 | 2000 | 2010 | 2020 |
| ------------- | ---- | ---- | ---- | ---- |
| Exploitations | 5    | 3    | 2    | 2    |
| SAU (ha)      | 159  | 136  | 167  | 165  |

La commune est dans les « Coteaux du Gers », une petite région agricole occupant une partie nord-ouest du département de la Haute-Garonne, caractérisée par une succession de coteaux peu accidentés, les surfaces cultivées étant entièrement dévolues aux grandes cultures. En 2020, l'orientation technico-économique de l'agriculture  sur la commune est la polyculture et/ou le polyélevage. Deux exploitations agricoles ayant leur siège dans la commune sont dénombrées lors du recensement agricole de 2020 (cinq en 1988). La superficie agricole utilisée est de 165 ha,,.

## Culture locale et patrimoine

### Lieux et monuments
- Sa mairie et sa salle rurale, son église, son cimetière.
- Des chemins de randonnée classés...
- Église Saint-Barthélemy de Monès.

### Personnalités liées à la commune
- Mandelfi, artiste, auteur, compositeur et interprète, évoque Monès, son village natal, dans son album "The Trance Parts" en parlant des [...] campagnes Monésiennes de notre enfance.

#### Site de l'Insee
1. 1 2 3 4 5  Insee, « Métadonnées de la commune de Monès ».
2. ↑  « La grille communale de densité », sur insee,fr, 28 mai 2024 (consulté le 27 juin 2024).
3. ↑  « Liste des communes composant l'aire d'attraction de Toulouse », sur insee.fr (consulté le 27 juin 2024).
4. ↑  Marie-Pierre de Bellefon, Pascal Eusebio, Jocelyn Forest, Olivier Pégaz-Blanc et Raymond Warnod (Insee), « En France, neuf personnes sur dix vivent dans l’aire d’attraction d’une ville », sur insee.fr, 21 octobre 2020 (consulté le 27 juin 2024).
5. 1 2  « Emp T1 - Population de 15 à 64 ans par type d'activité en 2018 à Monès » (consulté le 2 février 2022).
6. ↑  « Emp T1 - Population de 15 à 64 ans par type d'activité en 2018 dans la Haute-Garonne » (consulté le 2 février 2022).
7. ↑  « Emp T1 - Population de 15 à 64 ans par type d'activité en 2018 dans la France entière » (consulté le 2 février 2022).
8. ↑  « Base des aires d'attraction des villes 2020 », sur site de l'Insee (consulté le 10 avril 2021).
9. ↑  « Emp T5 - Emploi et activité en 2018 à Monès » (consulté le 2 février 2022).
10. ↑  « ACT T4 - Lieu de travail des actifs de 15 ans ou plus ayant un emploi qui résident dans la commune en 2018 » (consulté le 2 février 2022).
11. ↑  « ACT G2 - Part des moyens de transport utilisés pour se rendre au travail en 2018 » (consulté le 2 février 2022).
12. ↑  « DEN T5 - Nombre d'établissements par secteur d'activité au 31 décembre 2019 à Monès » (consulté le 12 février 2022).
13. ↑  « DEN T5 - Nombre d'établissements par secteur d'activité au 31 décembre 2019 dans la Haute-Garonne » (consulté le 12 février 2022).

#### Autres sources
1. ↑  Stephan Georg, « Distance entre Monès et Toulouse », sur fr.distance.to (consulté le 24 août 2021).
2. ↑  Stephan Georg, « Distance entre Monès et Muret », sur fr.distance.to (consulté le 24 août 2021).
3. ↑  
Stephan Georg, « Distance entre Monès et Cazères », sur fr.distance.to (consulté le 24 août 2021).
4. ↑  « Communes les plus proches de Monès », sur villorama.com (consulté le 24 août 2021).
5. ↑  « Les Collines gasconnes du Savès », sur paysages.haute-garonne.fr (consulté le 24 août 2021).
6. ↑  Frédéric Zégierman, Le guide des pays de France - Sud, Paris, Fayard, avril 1999 (ISBN 2-213-59961-0), p. 369-370.
7. ↑  Carte IGN sous Géoportail
8. ↑  Répertoire géographique des communes, publié par l'Institut national de l'information géographique et forestière, [lire en ligne].
9. ↑  « Le réseau hydrographique du bassin Adour-Garonne. » [PDF], sur draaf.occitanie.agriculture.gouv.fr (consulté le 5 novembre 2021).
10. ↑  « Fiche communale de Monès », sur le système d'information pour la gestion des eaux souterraines en Occitanie (consulté le 5 novembre 2021).
11. 1 2  Daniel Joly, Thierry Brossard, Hervé Cardot, Jean Cavailhes, Mohamed Hilal et Pierre Wavresky, « Les types de climats en France, une construction spatiale », Cybergéo, revue européenne de géographie - European Journal of Geography, no 501,‎ 18 juin 2010 (DOI 10.4000/cybergeo.23155, lire en ligne, consulté le 21 novembre 2023)
12. ↑  « Zonages climatiques en France métropolitaine. », sur pluiesextremes.meteo.fr (consulté le 21 novembre 2023).
13. ↑  « Orthodromie entre Monès et Lherm », sur fr.distance.to (consulté le 21 novembre 2023).
14. ↑  « Station Météo-France « Muret-Lherm » (commune de Lherm) - fiche climatologique - période 1991-2020 », sur donneespubliques.meteofrance.fr (consulté le 21 novembre 2023).
15. ↑  « Station Météo-France « Muret-Lherm » (commune de Lherm) - fiche de métadonnées. », sur donneespubliques.meteofrance.fr (consulté le 21 novembre 2023).
16. ↑  « Climadiag Commune : diagnostiquez les enjeux climatiques de votre collectivité. », sur meteofrance.fr, novembre 2022 (consulté le 21 novembre 2023).
17. ↑  « Liste des zones Natura 2000 de la commune de Monès », sur le site de l'Inventaire national du patrimoine naturel (consulté le 29 août 2021).
18. ↑  « Liste des ZNIEFF de la commune de Monès », sur le site de l'Inventaire national du patrimoine naturel (consulté le 29 août 2021).
19. ↑  « Liste des espaces protégés sur la commune de Monès », sur le site de l'Inventaire national du patrimoine naturel (consulté le 29 août 2021).
20. ↑  « CORINE Land Cover (CLC) - Répartition des superficies en 15 postes d'occupation des sols (métropole). », sur le site des données et études statistiques du ministère de la Transition écologique. (consulté le 14 avril 2021).
21. 1 2  « Les risques près de chez moi - commune de Monès », sur Géorisques (consulté le 17 octobre 2022).
22. ↑  BRGM, « Évaluez simplement et rapidement les risques de votre bien », sur Géorisques (consulté le 10 septembre 2022).
23. ↑  « Retrait-gonflement des argiles », sur le site de l'observatoire national des risques naturels (consulté le 10 septembre 2022).
24. ↑  « Liste des cavités souterraines localisées sur la commune de Monès », sur georisques.gouv.fr (consulté le 10 septembre 2022).
25. ↑  art L. 2121-2 du code général des collectivités territoriales.
26. ↑  « Résultats des élections municipales et communautaires 2014 », sur interieur.gouv.fr (consulté le 27 septembre 2020).
27. ↑  L'organisation du recensement, sur insee.fr.
28. ↑  Calendrier départemental des recensements, sur insee.fr.
29. ↑  Des villages de Cassini aux communes d'aujourd'hui sur le site de l'École des hautes études en sciences sociales.
30. ↑  Fiches Insee - Populations de référence de la commune pour les années 2006, 2007, 2008, 2009, 2010, 2011, 2012, 2013, 2014, 2015, 2016, 2017, 2018, 2019, 2020, 2021 et 2022.
31. 1 2 3 4 5  INSEE, « Population selon le sexe et l'âge quinquennal de 1968 à 2012 (1990 à 2012 pour les DOM) », sur insee.fr, 15 octobre 2015 (consulté le 10 janvier 2016).
32. ↑  INSEE, « Populations légales 2006 des départements et des collectivités d'outre-mer », sur insee.fr, 1er janvier 2009 (consulté le 8 janvier 2016).
33. ↑  INSEE, « Populations légales 2009 des départements et des collectivités d'outre-mer », sur insee.fr, 1er janvier 2012 (consulté le 8 janvier 2016).
34. ↑  INSEE, « Populations légales 2013 des départements et des collectivités d'outre-mer », sur insee.fr, 1er janvier 2016 (consulté le 8 janvier 2016).
35. ↑  « CCsaves31 - Des informations passionnantes ! », sur CCsaves31 (consulté le 27 septembre 2020).
36. ↑  « CCsaves31 - Des informations passionnantes ! », sur CCsaves31 (consulté le 27 septembre 2020).
37. ↑  « Les régions agricoles (RA), petites régions agricoles(PRA) - Année de référence : 2017 », sur agreste.agriculture.gouv.fr (consulté le 12 février 2022).
38. ↑  Présentation des premiers résultats du recensement agricole 2020, Ministère de l’agriculture et de l’alimentation, 10 décembre 2021
39. ↑  « Fiche de recensement agricole - Exploitations ayant leur siège dans la commune de Monès - Données générales », sur recensement-agricole.agriculture.gouv.fr (consulté le 12 février 2022).